# موريتز كلوتز
موريتز كلوتز هو قانوني وسياسي ألماني، ولد في 6 أغسطس 1813 في بوتسدام في ألمانيا، وتوفي في 11 أغسطس 1892 في برلين في ألمانيا. نشط حزبياً في German Free-minded Party ‏. وقد انتخب عضو مجلس النواب البروسي ‏ وانتخب عضو مجلس النواب الألماني للإمبراطورية الألمانية ‏ خلال فترته النيابية ‏ (9 مارس 1871 – 29 نوفمبر 1873).